# Зейме, Рудольф Антонович
Рудольф Антонович Зейме (1830—1886) — русский генерал-лейтенант, военный инженер.

## Биография
Родился 17 июня 1830 года в Курляндской губернии, воспитывался в Инженерном училище, куда вступил 19 августа 1844 года, и по окончании курса наук 13 июня 1848 года произведён был в полевые инженер-прапорщики, с оставлением в офицерских классах. Через два года, окончив блистательно курс, он был 24 июля 1850 года произведён в подпоручики и за отличные успехи в науках занесен на мраморную доску.
Вступив 20 июня 1851 года на действительную службу в лейб-гвардии саперный батальон, Зейме заявил себя здесь образцовым офицером и за трёхлетние труды по преподаванию нижним чинам наук в сапёрных школах награждён был орденом св. Станислава 3-й степени. 25 января 1856 года он был произведён в поручики и 15 февраля того же года назначен адъютантом к инженер-генералу Дену, в звании товарища генерал-инспектора по инженерной части, в каковой должности находился по 31 августа 1859 года.
Произведённый 3 апреля 1860 года в штабс-капитаны, Зейме прикомандирован был к штабу отдельного гвардейского корпуса, а 19 марта 1861 года назначен старшим адъютантом того же штаба, 23 апреля 1861 года произведён в капитаны. Состоя в этой должности, Зейме был командирован для указания войскам работ на вновь устраиваемой железной дороге между Красным Селом и Красносельской станцией Петергофской железной дороги и назначен посредником между управлением железной дороги и войсками, причём за успешное ведение дела и за сохранение здоровья нижних чинов получил благодарность в приказе корпуса.
30 августа 1862 года Зейме был произведён в полковники и 26 января 1863 года назначен вице-директором Главного инженерного управления, а 27 марта 1866 года получил чин генерал-майора и 30 марта был переименован помощником начальника того же управления. Исполняя эту должность в течение 10 лет, он участвовал почти во всех преобразованиях, состоявшихся за этот период времени в нашем инженерном ведомстве как по части технической, так и по хозяйственной. Был членом комиссии по составлению проекта о перевозке войск по железным дорогам и водой; находился в командировке во Францию, Австрию и Германию с целью собрания сведений, необходимых для составления проекта положения о военно-железнодорожных командах; состоял членом главного комитета по устройству и образованию войск и членом комиссии по составлению положения об управлении хозяйственной частью в войсках; участвовал в пересмотре положения об эмеритальной кассе военно-сухопутного ведомства. Кроме того, Зейме неоднократно был посылаем для осмотра сапёрных войск, казарменных помещений, технических заведений военного инженерного ведомства и тому подобного.
5 мая 1873 года Зейме был назначен членом инженерного комитета Главного инженерного управления и в 1879 г. произведён в генерал-лейтенанты. Продолжая свою полезную деятельность до 1885 года (когда вышел в запас) Зейме участвовал между прочим, в разработке проекта организации военно-телеграфных частей и в испытании самодвижущихся мин.
Скончался в Санкт-Петербурге 11 февраля 1886 года, похоронен на Смоленском евангелическом кладбище.
Среди прочих наград Зейме имел ордена св. Анны 3-й степени, св. Станислава 2-й степени, св. Анны 2-й степени, св. Владимира 3-й степени (1868 год), св. Станислава 1-й степени (1869 год), св. Анны 1-й степени (1872 год), св. Владимира 2-й степени (1875 год) и Белого Орла (1882 год).
Его брат, Феликс Антонович, также был военным инженером, командовал лейб-гвардии саперным батальоном и дослужился до чина генерал-лейтенанта.
Рудольф Антонович был женат на дочери инженер-генерала члена Государственного совета Э. И. Герстфельда Александре-Катарине, их сын Эдуард был генерал-майором и начальником Санкт-Петербургского дворцового правления, после Гражданской войны был в эмиграции в Финляндии и умер в 1921 г. в Выборге.